# Grenscel

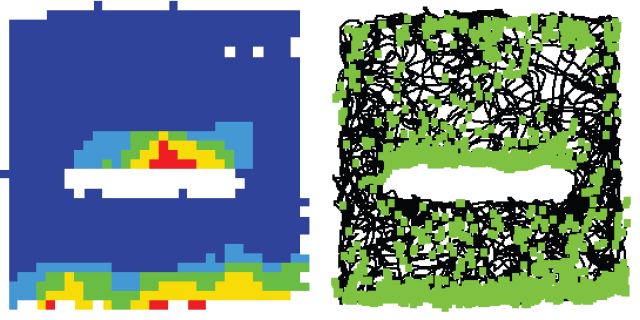
Vuursnelheid (snelheid van het zenden van signalen) van een grenscel geregistreerd in het subiculum van de rat, geschaald van blauw naar rood. Rechts: het pad dat de rat aflegde is in zwart weergegeven, de locaties waar de pieken werden geregistreerd zijn aangegeven met groene vierkanten. De kooi is 1 x 1 meter.

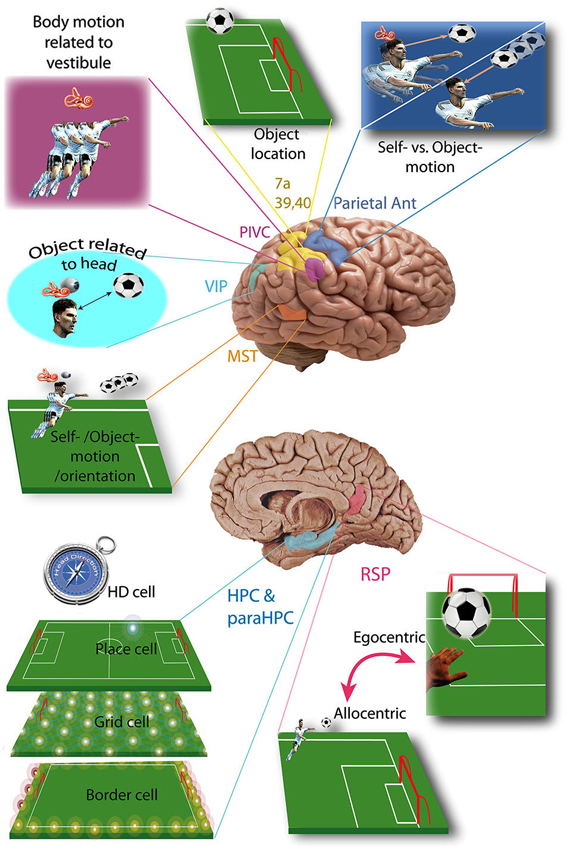
Vestibulaire schors en ruimtelijke cognitie. HPC, hippocampus; ParaHPC, gyrus parahippocampalis. HD cell: hoofdrichtingscel. Border cell: grenscel, Place cell: plaatscel, Grid cell: gridcel.

Grenscellen zijn zenuwcellen in de hippocampus die reageren op de aanwezigheid van een omgevingsgrens op een bepaalde afstand en in een bepaalde richting van een dier. Het bestaan van cellen met deze signaalkarakteristieken (vuurkarakteristieken) werd aanvankelijk voorspeld op basis van de eigenschappen van plaatscellen. Grenscellen werden vervolgens ontdekt in verschillende delen van de hippocampusformatie: het subiculum, presubiculum en de entorinale schors. De hippocampusformatie is een samengestelde structuur in de mediale temporaalkwab van de hersenen. Deze vormt een c-vormige uitstulping op de bodem van de onderste hoorn van het laterale ventrikel. Doorgaans omvat de hippocampusformatie de gyrus dentatus, de hippocampus en het subiculum. Het presubiculum, parasubiculum en de entorinale schors kunnen ook inbegrepen zijn.
O'Keefe en Burgess hadden opgemerkt dat de signaalvelden (vuurvelden) van plaatscellen, die kenmerkend alleen reageren in een omschreven gebied van de omgeving van een dier, de neiging hadden om signalen te zenden (vuren) op 'corresponderende' locaties wanneer de vorm en grootte van de omgeving werden gewijzigd. Bijvoorbeeld, een plaatscel die een signaal zond in de noordoostelijke hoek van een rechthoekige omgeving, zou signalen kunnen blijven zenden in de noordoostelijke hoek wanneer de grootte van de omgeving werd verdubbeld. Om deze observaties te verklaren, ontwikkelden de groepen van Burgess en O'Keefe een computermodel (Boundary Vector Cell - of BVC - model) van plaatscellen dat vertrouwde op invoer die gevoelig was voor de geometrie van de omgeving om te bepalen waar een bepaalde plaatscel een signaal zou zenden in de omgevingen van verschillende vormen en grootten. De hypothetische invoercellen (BVC's) reageerden op omgevingsgrenzen op bepaalde afstanden en allocentrische richtingen van de rat. Een allocentrisch perspectief betekent dat het dier let op hoe ruimtelijke relaties tussen herkenningspunten in de omgeving zijn, los van waar het dier zich bevindt ten opzichte van die herkenningspunten.
Afzonderlijke studies van verschillende onderzoeksgroepen identificeerden cellen met deze kenmerken in het subiculum, de entorinale schors en het pre- en para-subiculum, waar ze op verschillende manieren werden beschreven als "BVCs", "boundary cells" en "border cells". Deze termen zijn enigszins uitwisselbaar; de kritische bepalende functionele kenmerken die geassocieerd worden met de verschillende labelingsschema's zijn nogal willekeurig en eventuele functionele verschillen tussen cellen die in verschillende anatomische regio's worden gevonden, zijn nog niet volledig duidelijk. Zenuwcellen die bijvoorbeeld als "grenscellen" worden geclassificeerd, kunnen er enkele omvatten die op korte afstand van elke omgevingsgrens signalen uitzenden (ongeacht de richting). Bovendien voorspelde het BVC-model het bestaan van een klein deel van de cellen met een afstemming op langere afstand (d.w.z. parallel aan, maar op enige afstand van de grenzen signalen uitzenden) en tot op heden zijn er maar weinig van dergelijke cellen beschreven. Over het algemeen kunnen we stellen dat de algemene voorspellingen van het BVC-model met betrekking tot het bestaan van geometrische grensgevoelige invoergegevens werden bevestigd door de empirische observaties die het model opriep. De meer gedetailleerde kenmerken, zoals de verdeling van de afstands- en richtingsafstemmingen, moeten echter nog worden bepaald.
Terwijl de hippocampusformatie grotendeels informatie codeert met betrekking tot de omgevingsindeling via een allocentrisch (op de wereld georiënteerd) referentiekader, moeten organismen deze informatie eerst waarnemen in een egocentrisch (op zichzelf georiënteerd) referentiekader voordat ze intentionele beweging ondergaan. Egocentrische grenscellen (EBC's) die zich in het dorsomediale striatum bevinden, worden toegeschreven aan deze op zichzelf gerichte codering van omgevingsgrenzen. Testen met muizen hebben bewijs opgeleverd van zenuwcellen die zich in het dorsomediale striatum bevinden en die elk een consistente activering hebben wanneer de muis zich op een bepaalde afstand en hoek van nabijgelegen grenzen bevindt. Verschillende EBC's hebben variërende signaalpatronen, wat suggereert dat verschillende zenuwcellen in het dorsomediale striatum gespecialiseerd zijn om te reageren op hun eigen unieke combinatie van afstand en oriëntatie ten opzichte van grenzen, ongeacht de vertrouwdheid van het dier met de omgeving. Huidig onderzoek suggereert dat er een sterk verband bestaat tussen de allocentrische en egocentrische representaties van omgevingen: zowel de statische omgevingskaart als de dynamische positionele details zijn nodig voor intentionele beweging.
In de mediale entorinale schors vormen grenscellen ongeveer 10% van de lokale celpopulatie, vermengd met gridcellen en hoofdrichtingscellen die de koprichting bepalen. Tijdens de ontwikkeling vertonen mediale entorinale schors-grenscellen (en hoofdrichtingscellen, maar geen gridcellen) signaalvelden (vuurvelden) die lijken op die van volwassen ratten zodra ze rond de leeftijd van 16-18 dagen hun omgeving vrij kunnen verkennen. Dit suggereert dat hoofdrichtingscellen- en grenscellen, in plaats van gridcellen, de eerste cruciale ruimtelijke input leveren aan de plaatscellen in de hippocampus.